# Општина Болотешти (Вранча)
Болотешти (рум. Boloteşti) општина је у Румунији у округу Вранча.
Oпштина се налази на надморској висини од 141 m.